# Mind (jornal)
Mind é um jornal acadêmico revisado trimestralmente, publicado pela Oxford University Press em nome da Mind Association . Tendo anteriormente publicado exclusivamente filosofia na tradição analítica além de principalmente psicologia agora "visa tomar a qualidade como o único critério de publicação, sem nenhuma área da filosofia, nenhum estilo de filosofia e nenhuma escola de filosofia excluída".  Sua sede institucional é compartilhada entre a University of Oxford e a University College London . É considerado um importante recurso para estudar filosofia. 

## História e perfil
A revista foi criada em 1876 pelo filósofo escocês Alexander Bain ( University of Aberdeen ) com seu colega e ex-aluno George Croom Robertson (University College London) como editor-chefe. Com a morte de Robertson em 1891, George Stout assumiu a redação e deu início a uma 'Nova Série'. No início, a revista se dedicou à questão de saber se a psicologia poderia ser uma ciência natural legítima.
Ao longo do século XX a revista foi líder na publicação de filosofia analítica. Em 2015, sob os auspícios de seus novos editores-chefes, Lucy O'Brien (University College London) e Adrian William Moore (University of Oxford), passou a aceitar artigos de todos os estilos e escolas de filosofia.
Muitos ensaios famosos foram publicados em Mind por personalidades como Charles Darwin, JME McTaggart e Noam Chomsky . Três dos mais famosos, sem dúvida, são " What the Tortoise Said to Achilles " de Lewis Carroll (1895), " On Denoting " de Bertrand Russell (1905) e "Computing Machinery and Intelligence" de Alan Turing, em que ele propôs pela primeira vez o teste de Turing.

## Artigos notáveis

### Final do século XIX
- "Um esboço biográfico de uma criança" (1877) - Charles Darwin
- "O que é uma emoção?" (1884) - William James
- " O que a tartaruga disse a Aquiles " (1895) - Lewis Carroll

### Início do século XX
- "The Refutation of Idealism" (1903) - GE Moore
- " On Denoting " (1905) - Bertrand Russell
- " The Unreality of Time " (1908) - JME McTaggart
- "A filosofia moral se baseia em um erro?" (1912) - HA Prichard

### Meados do século XX
- "O significado emotivo dos termos éticos" (1937) - Charles Leslie Stevenson
- "Studies in the Logic of Confirmation" (1945) - Carl G. Hempel
- "A condição contrária ao fato" (1946) - Roderick M. Chisholm
- " Computing Machinery and Intelligence " (1950) - Alan Turing
- "On Referring" (1950) - PF Strawson ( online )
- "Deontic Logic" (1951) - GH von Wright
- "The Identity of Indiscernibles" (1952) - Max Black
- "Evil and Onipotence" (1955) - JL Mackie
- "Nomes próprios" (1958) - John Searle

### Final do século XX
- "Sobre o sentido e a referência de um nome próprio" (1977) - John McDowell
- "Fodor's Guide to Mental Representation" (1985) - Jerry Fodor
- "The Humean Theory of Motivation" (1987) - Michael Smith
- "Podemos resolver o problema mente-corpo?" (1989) - Colin McGinn
- "Experiência Consciente" (1993) - Fred Dretske
- "Language and Nature" (1995) - Noam Chomsky